# شيخة بلانش
الشيخة البلانشية أو شرونة قزمة (باللاتينية: Senecio blanchei) نوع نباتي يتبع جنس الشيخة من الفصيلة النجمية. سميت نسبة إلى عالمة النبات الأمريكية لويلا بلانش إنغل (بالإنجليزية: Luella Blanche Engle).

## الموئل والانتشار
ينتشر في بلاد الشام.